# Главни штаб НОВ и ПО Санџака
Главни штаб Народноослободилачке војске и партизанских одреда Санџака је био највиши војни орган који је организовао и командовао јединицама Народноослободилачке војске и партизанских одреда Југославије на подручју Санџака, током Народноосолободилачког рата, од 1941. до 1942. и поновно од 1943. до 1945. године. Био је потчињен Врховном штабу Народноослободилачке војске и партизанских одреда Југославије. 

## Прво формирање Главног штаба и рад 1941−1942.
Главни штаб НОВ и ПО за Санџак по први је пута био формиран септембра 1941. године. Командант Главног штаба био је Владимир Кнежевић Волођа, а политички комесар Воја Лековић. Седиште Главног штаба за Санџак, као и Обласног комитета КПЈ за Санџак, било је у селу Радоињи, код Нове Вароши, на граници Србије и Санџака, ради што чвршће и непосредније везе са ЦК КПЈ и Врховним штабом у ослобођеном Ужицу.
Обласни и срески комитети Партије и Главни штаб НОП одреда за Санџак организовали су ефикасне курирске везе од Радоиње до Ужица и од Радоиње, преко слободне територије Санџака, до Сињајевине, Жабљака и Подбишћа, код Колашина. Преко тих веза путовали су руководиоци НОП-а и курири из Црне Горе и Санџака за Србију, и обратно. У октобру је преко тих веза и слободне територије, путовала и стигла у ослобођено Ужице и британско-југословенска војна мисија. Везе и непосредна сарадња комуниста и партизанских јединица Санџака са комунистима и партизанским снагама Србије и Црне Горе биле су сталне и врло чврсте, што је било од великог значаја за развој НОП-а у Србији, Црној Гори и Санџаку.
Истовремено, у Санџак је, почетком децембра 1941, са Врховним штабом и ЦК КПЈ, одступила главнина партизанских снага из западне Србије и Шумадије. Нова Варош, коју су од италијанског окупатора, 4. децембра 1941, ослободиле србијанске и санџачке партизанске јединице, и њена околина, постале су седиште Обласног комитета КПЈ и Главног штаба НОП одреда за Санџак, дела Покрајинског комитета КПЈ и Главног штаба НОП одреда за Србију, а од 1. до 20. децембра и ЦК КПЈ и Врховног штаба, са другом Титом. Проширена је и учвршћена слободна територија између Лима и Увца, где је извршена реорганизација србијанских партизанских јединица које су касније ушле у састав 1. и 2. пролетерске бригаде, као и оних снага које су из Санџака враћене у Србију да наставе оружану борбу.
У пролеће 1942. почела је тзв. трећа непријатељска офанзива на слободну територију Санџака, Црне Горе, источне Босне и Херцеговине. Удружене италијанске и немачке окупаторске снаге, са четничким, усташким и домобранским квислиншким оружаним формацијама, уложиле су максималне напоре да ликвидирају слободну територију и униште ослободилачки покрет.  Јосип Броз Тито је одлучио, 31. маја 1942, да и у таквој ситуацији, од санџачких ударних батаљона створи једну ударну пролетерску бригаду, а на окупираној територији да остави мање партизанске јединице и део партијског актива, који ће водити партизанско ратовање и створити услове за нови раст устанка.
Убрзо затим, 5. јуна 1942, формирана је Трећа пролетерска санџачка ударна бригада, а руководство Главног штаба за Санџак ушло је у састав Штаба бригаде. На тај је начин руководство Главног штаба било ван Санџака до поновног доласка јединица Друге пролетерске дивизије, септембра 1943. године. 

## Друго формирање 1943. и рад до 1945.
Након капитулације Италије септембра 1943, јединице НОВЈ вратиле су се у Санџак. На предлог Штаба Другог ударног корпуса НОВЈ, Врховни штаб НОВ и ПО Југославије наредио је да се формира Главни штаб Народноослободилачке војске и партизанских одреда за Санџак сљедећег састава:
- Командант Велимир Јакић, пуковник
- Заменик команданта Никола Кнежевић, пуковник
- Политички комесар Селим Хашимбеговић
- Заменик политичког комесара Комнен Церовић

Главни штаб НОВ и ПО за Санџак налазио се под командом Штаба Другог ударног корпуса НОВЈ, као и сви партизански одреди на територији Црне Горе, Боке, Херцеговине и Санџака. 
Штаб НОВ и ПО за Санџак је одмах извршио попуну потребних органа Штаба (официра, интенданта) и приступио формирању пратеће чете, курира и осталог административног особља потребног за правилно функционисање штаба. Сви санџачки партизански одреди, партизанске страже и команде места били су под командом Главног штаба за Санџак. Главни штаб је исто одмах по формирању  приступио реорганизовању партизанских одреда, партизанских стража, команди места и формирању ударних батаљона. Покренуо је и припреме за формирање Четврте санџачке бригаде, која је образована 1. децембра исте године у Пљевљима. Упоредо с даљим јачањем НОП-а у Санџаку, Главни штаб је у Прибоју 21. августа 1944. године формирао Пету санџачку ударну бригаду.